# Estilo Tempyō
El estilo Tempyō fue un estilo escultórico japonés del período Nara, entre los años 710 y 784. Muy influenciado por el estilo imperial chino de la dinastía Tang, durante su apogeo se alcanzaron muchos de los principales logros de la escultura budista japonesa en arcilla no cocida, madera sólida y tela laqueada (esta última bajo una técnica llamada kanshitsu).
El estilo Tempyō se caracteriza por una fusión más cercana de las partes de la escultura temprana del período Nara en un todo unificado, otorgándole a la escultura actividad y realismo, cosa que se nota especialmente en las esculturas retrato. Además, la escultura laquerada y con arcilla permitió un mejor modelamiento de manos y cara, junto con una pulida expresión facial. Los artistas se centraban en este último punto debido a que la escultura exigía cierta rigidez en la pose, debido al armazón de madera que utilizaban estas esculturas.
En el estilo destacan también las esculturas de muchas cabezas, imágenes iconográficas de las doctrinas budistas que ganarían popularidad en el siglo IX.